# تپه دو تپه غربی
تپه دو تپه غربی مربوط به دوره اشکانیان - دوره ساسانیان است و در شهرستان ازنا، بخش جاپلق، دهستان جاپلق شرقی، ۲ کیلومتری شمال غربی روستای مد آباد واقع شده و این اثر در تاریخ ۳۰ بهمن ۱۳۸۶ با شمارهٔ ثبت ۲۱۱۴۰ به‌عنوان یکی از آثار ملی ایران به ثبت رسیده است.